# Panorpa nuptialis
Espèce
Panorpa nuptialis est une espèce de panorpes ou « mouches scorpions » vivant aux États-Unis. Il s'agit d'insectes mécoptères de la famille des Panorpidae.